# Večeri dalmatinske pisme
Večeri dalmatinske pisme su hrvatski klapski festival. Održava se u Kaštel Kambelovcu.

## Povijest
Prvi je organiziran 1999. godine. Festival je osnovan s usmjerenjem prema prema klapama kao alternativna pozornica festivalima klapske tradicijske glazbe. Širokih je žanrovskih okvira i vremenom je mijenjao svoj oblik i sadržaj prilagođavajući ga zahtjevima struke, potrebama klapaša i željama publike. Zbog toga je na njegovim pozornicama uvijek vladalo stilsko šarenilo svoje vrste − od obrada pjesama iz svijeta zabavne glazbe do inozemnih evergreena, od vokalno-instrumentalnog do a cappella izričaja, i sl. Festival je danas križište tradicijske i zabavne glazbe.
Umjetnički, prijeslik je cjelokupnog zvučnog krajobraza u svezi s klapskim fenomenom − od tradicijskih napjeva, preko obrada, do skladba u pop maniri. Održava se u dvije glazbene večeri. Prva je revijalna i posvećena tradicijskim napjevima i obradama. Druga je natjecateljska, namijenjena klapskom pop-u.

## Osoblje
Osoblje (stanje 2017.):
Odgovoran za produkciju: Dino Šimera

Umjetnički ravnatelj: Vinko Didović

Asistent: Tonči Tranfić

Stručno vijeće (2014.): Mojmir Čačija, Igor Ivanović, Vladan Vuletin, Jakša Fiamengo

Stručno vijeće (2015.): Mojmir Čačija, Nenad Šiškov, Tonči Ćićerić, Miki Bratanić

Scenografija: Nenad Stojaković

Ozvučenje i rasvjeta: Željko Radočaj, Liteprom

Video i audio snimanje: Davis

Izvođač scene: Ivica Kalebić

Fotografije na video zidu: Matko Petrić

Voditelji programa: Frano Ridjan i Mariola Milardović Perić

Voditelj orkestra: Ante Jurinović

Izdavač: Scardona

Glavni medijski pokrovitelji: CMC i Hrvatski radio Split

Festivalski orkestar:

## Vanjske poveznice
- Večeri dalmatinske pisme
- Večeri dalmatinske pisme na Facebooku